# ميله (ألمانيا)
مله ألمانيا (بالألمانية: Melle, Germany) هي بلدة ألمانية تقع في ألمانيا في سكسونيا السفلى. يقدر عدد سكانها بـ 46,538 نسمة .

## المدن التوأمة
مدن Melle، باد دورنبرغ، Reinickendorf، جيكاببيلس، تورجوك، نيو ميلي، نيدا، Sint-Denijs-Westrem و غنت هي مدن توأمة لـمله ألمانيا.

## أعلام
- هرمان فون دير هارت
- يورغ بوده
- رينيه هاردي
- أنغا برينكر